# Thomas Kristl
Thomas Kristl (* 18. April 1963 in Regensburg) ist ein ehemaliger deutscher Fußballspieler und jetziger Trainer.

## Laufbahn
Kristl absolvierte in seiner aktiven Zeit als Fußballspieler für den 1. FC Nürnberg und den 1. FC Saarbrücken insgesamt 71 Bundesligaspiele, in denen er 11 Tore erzielen konnte. 1994 musste er seine Karriere aufgrund einer Verletzung beenden. Drei Jahre später begann Kristl, als Trainer für den Kreisligisten FC Schnaittach zu arbeiten, den er bis in die Landesliga führte. Zum 3. Januar 2006 nahm er die Arbeit als Assistenztrainer beim Bundesligisten Hannover 96 auf. Als der Verein den Vertrag mit Peter Neururer kündigte, wurde auch der Vertrag mit Kristl aufgelöst. Im April 2007 begann Kristl für den abstiegsbedrohten FC Amberg zu arbeiten. Nach Saisonende verließ er den FC Amberg, kehrte jedoch im April 2008 zu ihm zurück. Beide Male hielt er mit dem FC Amberg die Liga. Zur Saison 2008/09 wurde er Trainer seines Heimatvereins SSV Jahn Regensburg, der ihn am 24. November 2008 beurlaubte.
Am 11. Juli 2009 wurde Kristl unter Franco Foda neuer Co-Trainer beim österreichischen Bundesligisten SK Sturm Graz. Seine erste Saison 2009/2010 krönte Kristl mit dem ÖFB-Pokal. Ehe er am 25. Mai 2011 als Co-Trainer mit dem österreichischen Bundesligisten SK Sturm Graz Meister wurde. Kristl übernahm am 14. April 2012 die Position des beurlaubten Foda und schloss als Interimstrainer die Saison 2011/2012 ab.
Zur Saison 2012/13 wurde Kristl Co-Trainer von Franco Foda beim 2. Ligisten 1. FC Kaiserslautern. Kristl erreichte in besagter Saison den 3. Platz in der 2. Bundesliga, scheiterte jedoch in den Relegationsspielen gegen die TSG 1899 Hoffenheim am Aufstieg in die 1. Bundesliga. Am 29. August 2013 wurde Kristl zusammen mit Foda freigestellt. Seit Oktober 2014 ist Thomas Kristl erneut Co-Trainer des österreichischen Bundesligisten SK Sturm Graz.
Mit der Bestellung von Franco Foda zum Teamchef der österreichischen Fußballnationalmannschaft im November 2017 wechselte Thomas Kristl ebenfalls zum ÖFB und assistierte Foda seither bei seiner Tätigkeit. Kristl qualifizierte sich mit der österreichischen Nationalmannschaft für die Fußball-Europameisterschaft 2021. Im März 2022 verließ er gemeinsam mit Foda den Verband, nachdem die Qualifikation zur Weltmeisterschaft 2022 gescheitert war.
Zu Beginn der Saison 2022/23 wurde Foda Trainer beim amtierenden Schweizer Meister FC Zürich. Kristl folgte ihm erneut in der Funktion des Co-Trainers. Nach acht Spieltagen lag der Klub mit nur zwei Unentschieden auf dem vorletzten Tabellenplatz. Daraufhin wurden Foda und dessen beide Co-Trainer Kristl und Imre Szabics am 21. September 2022 entlassen.

## Belege
1. ↑  Hannover 96-Presseservice: Thomas Kristl verstärkt Trainerteam, Pressemitteilung vom 23. Dezember 2005.
2. ↑  „Neuer Chefcoach“ (Memento vom 28. Juni 2008 im Internet Archive), Website des SSV Jahn Regensburg vom 24. Juni 2008
3. ↑  Jahn trennt sich von Kristl, kicker.de vom 24. November 2008
4. ↑  kleinezeitung.at: Jubiläumsspiel: Der Party fehlten die Stars (Memento vom 15. August 2009 im Internet Archive), abgerufen am 11. Juli 2009
5. ↑  Thomas Kristl wird, wie auch schon in Graz, Assistenztrainer von Franco Foda (Seite nicht mehr abrufbar, festgestellt im Februar 2019. Suche in Webarchiven), die Rheinpfalz vom 23. Mai 2012
6. ↑  Franco Foda freigestellt (Memento vom 30. August 2013 im Webarchiv archive.today) fck.de, abgerufen am 30. August 2013
7. ↑  Kleine Zeitung vom 30. Oktober 2017: Franco Foda ist der neue ÖFB-Teamchef (abgerufen am 30. Oktober 2017)
8. ↑  FC Zürich trennt sich von Trainer Foda. In: kicker.de. 21. September 2022, abgerufen am 21. September 2022.

| Personendaten    | Personendaten                         |
| ---------------- | ------------------------------------- |
| NAME             | Kristl, Thomas                        |
| KURZBESCHREIBUNG | deutscher Fußballspieler und -trainer |
| GEBURTSDATUM     | 18. April 1963                        |
| GEBURTSORT       | Regensburg                            |